# Badenella badeni
Badenella badeni là một loài bọ cánh cứng trong họ Cerambycidae.